# 小羊山村
小羊山村是浙江省湖州市吳興區埭溪鎮下辖的一个行政村，地處埭溪鎮東北部，北與東林鎮南山村相鄰，東臨東苕溪，南與上強村相接，西臨官澤村，104國道、杭寧高速公路穿越境內。2002年3月經過撤並調整，將原往圻村、小羊山村合並為現小羊山行政村，全村共有12個村民小組，8個自然村，總區域面積5.5平方公裏，共有農戶510戶，總人口1883人。土地面積8831畝，耕地面積3736畝（其中水田2763畝，旱地973畝）林地3507畝，園林1159畝，水面429畝，（其中魚塘80畝）桑地346畝。

## 外部連結
- 吳興區埭溪鎮小羊山村[永久]